# Juan Ignacio González Errázuriz
Juan Ignacio González Errázuriz (Santiago, 5 de julho de 1956) é um clérigo chileno e bispo católico romano de San Bernardo.

## Biografia
Juan Ignacio González Errázuriz entrou na Prelazia Pessoal do Opus Dei. O bispo-prelado Dom Álvaro del Portillo ordenou-o diácono em 31 de janeiro de 1993 em Roma, e o ordenou sacerdote em 13 de junho seguinte.
O Papa João Paulo II o nomeou bispo de San Bernardo em 10 de outubro de 2003. Dom Orozimbo Fuenzalida y Fuenzalida, bispo emérito de San Bernardo, o consagrou em 22 de novembro do mesmo ano. Os co-consagrantes foram Dom Carlos González Cruchaga, bispo emérito de Talca, e o cardeal Dom Francisco Javier Errázuriz Ossa, ISch, arcebispo de Santiago do Chile. Como lema escolheu Duc in altum et laxate retia.
Ele também foi administrador apostólico da Diocese de Rancagua de 2 de março de 2020 a 23 de julho de 2021.